# Lucanus mearesii
Lucanus mearesii es una especie de coleóptero de la familia Lucanidae.

## Distribución geográfica
Habita en Punjab, Darjeeling, Assam y  Bután.